# SuperH
SuperH (SH) ist eine RISC-artige Prozessorarchitektur. Sie wurde ursprünglich von Hitachi entwickelt. Seit 2001 wurde die Entwicklung von SuperH Inc. weitergeführt, einem Gemeinschaftsunternehmen von Hitachi und STMicroelectronics.
Seit 2003 wird die Weiterentwicklung durch Renesas Electronics fortgeführt, die aus der Hitachi-Halbleitersparte und Mitsubishi Electric hervorging. Im ersten Halbjahr 2021 wurde auf der SuperH-Seite der Renesas-Website der Hinweis ergänzt, dass einige der Produkte veraltet (obsolete) sind und nicht mehr bei neuen Designs verwendet werden sollten. Im Verlauf des zweiten Halbjahrs 2022 wurde diese Abkündigung auf alle SuperH-Produkte ausgeweitet.
Die Architektur war in Japan sehr verbreitet und wurde weltweit in vielen eingebetteten Systemen speziell in Automotive-Applikationen genutzt. Sie verbraucht nur sehr wenig Strom und ist relativ kostengünstig. Die Jornada-Reihe von HP basierte auf SH-Prozessoren.
Insgesamt gibt es bis heute fünf Generationen.

## Generationen
|      | Taktfrequenz in MHz | Rechenleistung | Rechenleistung | Rechenleistung | Bild           |
| MIPS | Taktfrequenz in MHz | MOPS           | GFLOPS         |                | Bild           |
| ---- | ------------------- | -------------- | -------------- | -------------- | -------------- |
| SH-1 | 20                  | 20             |                |                | SH-1-Prozessor |
| SH-2 | 28,7                | 78             | 120            |                | SH-2-Prozessor |
| SH-3 | 200                 | 260            | 400            |                | SH-3-Prozessor |
| SH-4 | 200                 | 480            |                | 1,9            | SH-4-Prozessor |
| SH-5 | 400                 | 700            | 9600           | 2,8            |                |
| SH-6 |                     | >2000          | >24000         | >7,0           |                |

### SH-1
Die SH-1 ist ein klassischer 32-Bit-Prozessor mit einem maximalen Takt von 20 MHz. Diese Version wurde als Prozessor in Casios Spielkonsole Loopy, als Koprozessor in Segas Spielkonsole Saturn sowie u. a. im ISDN-Adapter ELSA TanGo 1000 und im Analogmodem ELSA Microlink 56k Internet II verwendet. Es gab keine weitere Vermarktung oder Lizenzierung.

### SH-2
Die SH-2 entspricht in großen Teilen der SH-1, nur dass die SH-2-CPU mit bis zu 28,7 MHz getaktet war. Sie kam als Hauptprozessor im Sega Saturn zum Einsatz. Eine mit 23 MHz getaktete Version kam in Segas 32X-Hardwareerweiterung zum Einsatz. Auch hier fand keine weitere Vermarktung oder Lizenzierung statt.
Außerdem kam die SH-2 unter anderem auf den Arcadeplatinen Kaneko Super Nova System und Psikyo SH2 zum Einsatz. Ein bekanntes Spiel ist z. B. Strikers 1945 II von Psikyo, welches unter anderem für die PlayStation und den Sega Saturn umgesetzt wurde.
In eingebetteten Systemen wurden kostengünstige Controller der SH-2-Serie noch längere Zeit eingesetzt, insbesondere im Automobilbereich zur Motorsteuerung.
Eine Weiterentwicklung des SH-2-Kerns ist der SH-2A-Kern, der bis 200 MHz schnell getaktet wird und vor allem im Automobil- und Mobilfunkbereich Einsatz fand.

### SH-3
Wie ihre Vorgänger ist die SH-3 auch eine 32-Bit-CPU, die mit bis zu 200 MHz getaktet wurde und eine Speicherverwaltungseinheit (engl.: Memory Management Unit, MMU) enthält. Eine Spezialform der SH-3 ist die SH3-DSP, auch als SHmobile bekannt. Hauptsächlich Mobiltelefone nutzten diese Form. Weiterhin fand der SH3-DSP auch Verwendung als Digitaler Signalprozessor im Musikbereich, zum Beispiel in der Electribe MX der Firma KORG.

### SH-4
Die SH-4 ist ein 32-Bit-Mikroprozessor (64-Bit bei Verwendung von Double-Precision-Mikrobefehlen) mit einer integrierten 128-Bit-FPU (Floating Point Unit), welche durch eine Vektoreinheit (VPU) ergänzt wird. Die Leistung beläuft sich auf rund 360 MIPS (Millionen Instruktionen pro Sekunde), die Gleitkommaeinheit liefert an die 1,4 Milliarden Fließkomma-Operationen in der Sekunde (Giga-FLOPS, oder kurz GFLOPs). Der mit rund 200 MHz getaktete RISC-Prozessor diente als CPU in der Videospielkonsole Sega Dreamcast, dem Nachfolger des Sega Saturn. Ebenso wie die Vorgänger war auch der SH-4 in der Automobilindustrie verbreitet. Beispielsweise kommt ein mit 400 MHz getakteter SH-4 bei Mercedes-Benz in der Head Unit Audio 50 APS der 3. Generation der C-Klasse (W204; 2007–2015) zum Einsatz und eine mit 600 MHz getaktete Version im APS-50 der 4. Generation der E-Klasse (W212; 2009–2016). Ebenso begann BMW den SH-4 ab 2004 als Application-Prozessor in ihren Head Units zu verwenden, wobei er als erstes in der 5er-Reihe E60 seinen Einsatz fand und später in folgenden Modellen Einzug hielt.

### SH-5
SH-5 ist die erste 64-Bit-CPU in der SuperH-Linie und enthält eine optionale vektorfähige 128-Bit-FPU. Diese soll den Prozessorkern bei 3D-Grafikberechnungen unterstützen. Laut SuperH schafft sie bis zu vier Multiplikations- und drei Additions-Operationen pro Taktzyklus, was bei einer Taktrate von 400 MHz in eine Leistung von 2,8 GFLOPS resultieren soll. Die zusätzlichen SIMD-Instruktionen sollen bei typischen Bild- und Audio-Berechnungen 9,6 GOPS erreichen. Bei einer Taktrate von 400 MHz soll der SH-5 eine Rechenleistung von 700 MIPS erzielen und dabei eine Leistungsaufnahme von weniger als 400 mW haben.

### SH-6
SH-6 war eine angekündigte, aber nie umgesetzte Weiterentwicklung. Sie sollte über 2 GIPS, über 7 GFLOPS und über 24 GOPS erreichen.